# Luna 21
Luna 21 fu una sonda automatica lanciata dall'URSS. Per la seconda volta fu fatto atterrare sulla Luna un rover automatico.

## La missione
Luna 21 fu lanciata il 9 gennaio del 1973 alle 06:55:38 UTC con un razzo vettore Proton, entrò in orbita lunare il 12 gennaio e vi rimase fino al 15 gennaio, quando fu acceso il razzo frenante per dare inizio alla manovra di allunaggio. A 750 metri dal suolo lunare il razzo fu acceso una seconda volta per diminuire la velocità di caduta, successivamente un secondo razzo ridusse maggiormente la velocità e Luna 21 toccò terra in maniera perfetta alle 23:35 UT nel cratere Le Monnier alle coordinate 25°85' nord - 30°45' est. Il lander aveva un bassorilievo di Lenin e lo stemma sovietico.
Luna 21 trasportava il secondo rover sovietico che l'URSS spedì sulla Luna, il Lunochod 2 che fu attivato tre ore dopo l'allunaggio, alle 01:14 UT del 16 gennaio.
Gli scopi scientifici della missione erano: ottenere immagini della superficie lunare, controllare i livelli della luce al suolo, in previsione di osservazioni astronomiche condotte dalla Luna, eseguire dei test laser con la Terra, osservare i raggi x solari, misurare il campo magnetico lunare ed effettuare vari test sul suolo.

## Il Rover
Il Lunochod 2 pesava 840 kg ed era più evoluto rispetto al suo predecessore: il sistema di locomozione infatti era stato migliorato, le telecamere erano tre e nel suo interno ospitava più strumenti scientifici. Entro la fine del primo giorno lunare, il rover aveva percorso più strada di quanto aveva fatto Lunochod 1 in tutta la sua vita.
Il 9 maggio 1973 tuttavia il rover slittò in un cratere e i suoi pannelli solari si ricoprirono di polvere, provocando il surriscaldamento della macchina stessa. Dopo vari tentativi di salvarlo, il 9 giugno fu dichiarato perso e la missione finita.
Prima dell'ultimo contatto, Lunochod 2 aveva effettuato 80.000 fotografie, 86 panoramiche e centinaia di test chimico-fisici sul suolo lunare.
Le autorità sovietiche, durante una conferenza sull'esplorazione planetaria tenutasi a Mosca dal 29 gennaio al 2 febbraio 1973, rivelarono che uno scienziato americano aveva dato una foto della zona di allunaggio di Luna 21 ad un tecnico russo responsabile dei rover. Questa immagine fu utilizzata per pianificare la successiva missione Lunochod.
Nel 1993 la sonda ed il rover, pur trovandosi ancora sulla luna, sono stati comprati all'asta da Richard Garriott il quale, nel 2008 effettuò un volo da turista con la navicella Soyuz TMA-13.